# گاتاها
گاتاها (اوستایی: مفرد: 𐬔𐬁𐬚𐬁، جمع: 𐬔𐬁𐬚𐬃، آوانگاری: گاثا، سانسکریت: गाथा، آوانگاری: گاتها، پهلوی: کتیبه‌ای: 𐭢𐭠𐭮𐭠𐭭, 𐭢𐭠𐭤𐭠𐭭؛ مزامیری: 𐮂𐮀𐮍𐮀𐮌, 𐮂𐮀𐮄𐮀𐮌، آوانگاری: گاسان، گاهان) یا گاسان یا گاهان یا گات‌ها ۱۷ سروده‌ای است که از دیرباز از سخنانِ زرتشت اسپیتمان دانسته می‌شده است و در برگیرندهٔ پیام و آموزش‌های وی و بنیادِ مزدیسنا است که کهن‌ترین و سپنتاترین بخش از نسک اوستا شمرده می‌شود. این سروده‌ها به لهجه گاهانی زبان اوستایی می‌باشند و متن بسیار پیچیده‌ای دارند.

## معنای واژهٔ گات
گات‌ها (اوستایی) جمعِ گات در زبان اوستایی به معنای «سرود» است که در زبان پهلوی به ''گاث''  (گاس) دگرگون شده و در زبان پارسی گاه گفته می‌شود. ردپای این واژه در دستگاه‌های موسیقی امروز ایرانی همانند سه گاه و چهار گاه بر جای مانده است.

## سراینده
بر اساس سنت، پنج گاتها را خود زرتشت سروده است، بنابراین تنها میراث دینی معتبری است که از او برای آیندگان باقی مانده است.
گات‌ها از نگاه صرف و نحو و زبان و بیان، روشِ ارائهٔ مطالب، فکر و اندیشه، سبک شعر و ویژگی‌های دیگر با دیگر بخش‌های اوستا تفاوت دارد، ازین روی همهٔ اوستاشناسان و دانشمندان آن را از خودِ زرتشت می‌دانند.
به استثنای ژان کلنز و اریک پیرارت، مترجمان بر این باورند که زرتشت نویسنده گاتها بوده است، و در این اتفاق نظر دارند که آخرین اثر این مجموعه، یسنا ۵۳، تألیف او نبوده، بلکه از حلقه پیروان او صادر شده است.
ژان کلنز و اریک پیرار در انتساب گات‌ها به شخص زرتشت تردید کرده‌اند، از آن روی که ۱۰ بار در گات‌ها از زردشت با ضمیر سوم شخص مفرد یاد شده یا آنکه زرتشت مورد خطاب قرار گرفته است. هلموت هومباخ در دانشنامه ایرانیکا در رد این تردیدها این گونه می‌نویسد: گرچه اینها از صنایع ادبی هستند و در اشعار شرق (اینگونه استعارات) ناشناخته نیست. پیامبر (زرتشت) این استعارات را از آنجا بکار گرفته که نام خود را در یاد اهورامزدا منقوش نماید. اثبات این رسم (کاربرد ضمیر سوم) با یسنا ۴۳٫۸ است. هنگامی که از زرتشت نامش پرسیده می‌شود، خود را زرثوشترا معرفی می‌کند.

## جداسازی از دیگر بخش‌های اوستا
اگر چه در خودِ متنِ اوستا از گاهانِ پنج‌گانه یاد شده است، ولی در میان دانشمندان نخستین کسی که گاهان را به عنوان تصنیف‌های احتمالی خود زرتشت از بقیهٔ اوستا جدا کرد، مارتین هاوگ آلمانی بود. این دانشمند متوجه شد که نویسندهٔ گاهان تنها از یک خدا نام می‌برد و با برخی نیایش‌ها مخالف است. او زرتشت را پیامبر یکتاپرستی معرفی کرد.

## ساختار و چینش
گات‌ها منظوم و موزون به گونهٔ اشعار دینی ایران باستان‌اند که به شدت موجز و فشرده بوده و از نظر ساختار دستور زبان استثناء هستند. شاید نخست بلندتر و به نثر بوده اما برای در امان بودن از گزندِ فراموشی یا دستبردِ روزگار، آن‌ها را به نظم درآورده‌اند تا بهتر به خاطر سپرده شود.
زبان شناسان وزن این اشعار را یافته و قواعد نظم را در آن‌ها تعیین کرده‌اند.
در کل، ۱۷ سرودهٔ گاتها ۲۳۸ بند، حدود ۸۹۶ بیت یا ۵۵۶۰ واژه است که بعدها در میان ۷۲ هات (فصل) یسنا جای داده شده‌اند. این ۱۷ سروده با شمارهٔ فصل آن‌ها در یسنا شناخته می‌شوند. به هر یک از فصل‌های یسنا و گات‌ها هات گفته می‌شود.

## وزن گات‌ها
ویژگی وزن گاهان شکل پاره‌ای است. هر پاره دارای تعداد معینی بیت و هر بیت تعداد مشخصی هجا دارد. شمار هجاهای هر مصراع جای درنگ و شمار ابیات یک پاره، وزن هر پاره را معین می‌کند. مصراع‌های هفت هجایی اصلی‌ترین رکن در هر پنج وزن گاهان است. سپنتامینوگاه دارای پاره‌های چهار بیتی است و هر بیت دو مصراع چهار و هفت‌هجایی دارد. یسن ۴۷ کمترین پاره(۶ پاره) و یسن‌های ۳۱ و ۵۱ بیشترین پاره(۲۲ پاره) را دارند.

## نام بخش‌های گات‌ها و نامگذاری
گات‌ها در ۵ بخش دسته‌بندی شده‌اند.
- اَهونَوَدگاه دربارهٔ نیایشِ خدا، گزینش پیامبر[۱۴]

ازآنجا که نخستین واژهٔ آن اهون ویتی خوانده می‌شده و در پهلوی اهنودگات می‌خوانند. شامل ۷ هات (فصل) می‌باشد. هر فصل مشتمل بر چند قطعه و هر قطعه دارای سه مصراع است؛ و هر مصراع شانزده هجا دارد که پس از هجای هفتم وقف یا سکته‌ای است (۹+۷) آغاز آن از شروع هات ۲۸ تا پایان هات ۳۴ است.
- اُشتَوَدگاه دربارهٔ راز آفرینش، خودشناسی، خداشناسی.[۱۴] اشتاویتی و به پهلوی اشتودگات دارای چهار «هات» است و هر هات به چندین قطعه قسمت شده که هریک پنج مصراع دارد و هر مصراع ۱۱ هجا دارد و سکته یا وقف بعد از هجای چهارم است (۷+۴)[۱۲] شامل هات ۴۳، ۴۴، ۴۵ و ۴۶ می‌شود.
- سپَنتمَدگاه[۱۵] دربارهٔ آفرینش و پیرامون آن[۱۴] سپنتامینو، چهار «هات» دارد. هر هات چندین قطعه و هر قطعه ۴ مصراع و هر مصراع یازده هجا دارد، وقف مانند اشتودگات پس از هجای چهارم است (۷+۴)[۱۲] شامل هات ۴۷، ۴۸، ۴۹ و ۵۰ می‌شود.
- وُهوخْشتَرگاه دربارهٔ تازه شدن جهان و بهرهٔ کارکرد آدمی[۱۴] تنها یک هات دارد، هر قطعه ۳ مصراع و هر مصراع ۱۴ هجا دارد و سکته یا وقف در وسط آن یعنی پس از هجای هفتم می‌آید (۷+۷)[۱۲] شامل هات ۵۱ می‌شود.
- وَهیشتوایشْت‌گاه دربارهٔ والاترین آرزوی اشو زرتشت و اشوان[۱۴] هفت هات دارد، قطعه‌ها مرکب از دو مصراع کوتاه و دو مصراع بلنداند. مصراع کوتاه ۱۲هجایی، با وقف پس از هجای ۷ ام. (۵+۷) و مصراع‌های بلند ۱۹ هجایی با دو وقف یکی پس از هجای هفتم و دیگری پس از هجای ۱۴ام است.[۱۲] شامل هات ۵۳ می‌شود.

هر یک از این ۱۷ فصل یا هات نیز دارای نامی می‌باشند. وجه تسمیهٔ نام‌گذاری این هفده یسنا به موجبِ واژه‌های آغازگرِ هر هات است.

## زبان
گات‌ها، به زبان گاتی یا اوستایی کهن سروده شده است. زبان گاتی بخشی از گروهِ زبان‌های ایرانی کهن بوده که زیر شاخهٔ خانوادهٔ خاوری زبان‌های هندواروپایی، شرق ایران را دربرمی‌گیرد. زبانِ این بخش، به کهنگیِ زبانِ ریگ ودا کتابِ مذهبیِ هندوان آریایی است و پیشینهٔ آن -دستِ کم- به ۸ سده پیش از میلاد می‌رسد. بیشترِ آنچه از اوستای گاهانی فهمیده می‌شود -هم از نظر واژگان و هم دستوری- تنها بخاطر همین خویشاوندیِ اوستای گاتی با زبان سانسکریت ودایی است. گات‌ها برای نخستین بار در سدهٔ هجدهم به همتِ اوستاشناسان اروپایی شناسایی شد.
به گفتهٔ ویلیام ملاندرا: «گات‌ها در مقایسه با ادبیات سایر ادیان مشرقی شاید مبهم‌ترین و پرابهام‌ترین سروده‌ها باشند. تقریباً هر بند از گات‌ها آماده چندین تفسیر است.»

### برگردان و ترجمه

#### پارسی میانه
در نوشته‌های یسنا به پهلوی، گات‌ها به همراه برگردانِ پارسی میانه به‌صورتِ واژه به واژه می‌آیند که به نظر می‌رسد از اواخر دوران پادشاهی ساسانیان باشد. نویسندگانِ آن دانش بسیار ضعیفی از زبان اوستایی کهن داشته‌اند.
اشتباهات سنگین بی تأثیر منفی بر دانش دوران معاصر نبوده است. تقلید از نظم واژگان آزاد اصل اوستایی توسط ترجمه فارسی میانه مانع دیگری برای استفاده از آن است، اما گاهی اوقات اطلاعات ارائه شده توسط واژه‌هایی که به منظور استخراج معنایی از ترجمه فارسی میانه اضافه می‌شود تا حدودی قابل توجه تر است. نشان دهنده آثار کم و بیش کم رنگی از یک سنت موثق است.
در مجموع، ترجمه فارسی میانه به ندرت نقطه عزیمت مناسبی را برای رویکرد دقیق علمی به گاتاها ارائه می‌دهد، اما مقایسه فشرده تک خطوط آن و لغات مربوطه آنها با اصل گاتایی آنها معمولاً رشته فکری مترجم را آشکار می‌کند. این امر بیانگر تعبیر گاتاها توسط موبدان دوره ساسانی است که دیدگاه کلی آن به اصل نزدیکتر از آنچه در زمان ما دربارهٔ گاتاها تدریس می‌شود، است.

#### سانسکریت
نسخه سانسکریت را که نریوسنگ، پژوهشگر سده‌های وسطایی پارسی گردآوری کرده و در بخشی از نسخه‌های خطی یسنا پهلوی آمده است، بر پایه زبان اوستایی اصلی نیست، بلکه بر اساس ترجمه فارسی میانه است.

#### زبان‌های اروپایی
در حدود سدهٔ ۲۰ میلادی دانشمندان و خاورشناسانی چون جیمز دارمستتر به واسطه ترجمه‌های پهلوی و کریستیان بارتلمه، هلموت هوباخ و اسنلی آیسلر بواسطه شباهت با زبان ودایی به ترجمه پرداخته‌اند. در سده ۱۸ میلادی پژوهشگر فرانسوی «انکتیل دوپرون» با بهره‌گیری از زبان سانسکریت که ریگ‌ودا (اشعار و سرودهای مذهبی هندو) با آن نوشته شده، کلید زبان اوستا و سرانجام گاتاها را پیدا نمود و راه بر ترجمه آن گشوده شد.

#### پارسی امروزی
اولین کوشش برای ترجمهٔ گاتاها به زبان فارسی در دوران قاجار و توسط ژول ریشار انجام شد. او که تحصیل کردهٔ فرانسه و مدرس دارالفنون در ایران بود، گاتاها را در سال ۱۸۷۱ میلادی (۱۲۸۸ ه‍.ق برابر با ۱۲۴۹ یا ۱۲۵۰ ه‍.خ) از لاتین به فارسی برگرداند. هرچند که این ترجمه هرگز به چاپ نرسید، اما نسخهٔ خطی این ترجمه در مؤسسه شرق‌شناسی کاما در بمبئی هند موجود است.
تاکنون پژوهشگران مختلفی نسبت به ترجمه و انتشار گاتاها به زبان فارسی اقدام کرده‌اند که به ترتیب تاریخ عبارتند از: ابراهیم پورداوود (سال ۱۳۰۵ و بازنگری در ۱۳۳۱)، موسی جوان (۱۳۴۸)، هاشم رضی (سال ۱۳۴۸ و بازنگری در ۱۳۸۰)، موبد فیروز آذرگشسب (۱۳۵۱ تا ۱۳۵۸)، عباس شوشتری (مهرین) (۱۳۵۴)، علی اکبر جعفری (۱۳۵۹)، حسین وحیدی (۱۳۶۶)، جلیل دوستخواه (۱۳۷۴)، موبد رستم شهزادی (۱۳۷۷)، آبتین ساسانفر (۱۳۸۳) و ترجمهٔ مشترک بابک صالحیان و رضا مرادی غیاث‌آبادی (۱۳۹۰).

## محتوا

### مفاهیم برجسته و بنیادین
1. تنها یک خدا وجود دارد، خداوند خرد، اهورا مزدا، آفریدگار و پروردگار پیوسته، پشتیبان و پیش برندهٔ کیهان (سرود۸ و ۹)
2. همهٔ باورهای خرافی به خدایان و الهه‌ها و موجودات تخیلی مشابه دروغین و اجرای مراسم برای خشنود ساختن آن‌ها بایستی کنار گذاشته شود و همهٔ تصورات و اعمال غیرمنطقی باید رها شوند. (سرود ۵)
3. آئین وجدان نیک، دین، نام گاتایی مزدیسنا، جهانی و همگانی است. (سرود ۹٫۱۰ و ۱۷٫۱)
4. روشن‌اندیشی خدایی (سروش) توانایی‌های خداوندی را آشکار می‌کند که منجر به درکِ اصول بنیان کیهان و نظم گیتی می‌شود.
5. جهان به نیکی آفریده شده است و رو به تکامل پیشروی می‌کند چنان‌که آفریدگار آن اهورامزدا می‌خواهد. (سرود ۸و۹)
6. به بشر آزادی اندیشه، گفتار و کردار بخشیده شده و ذهنی روشن برای تشخیص میان آنچه نیک و بد برای جامعه انسانی دارد. (۳٫۲و۴٫۹و۱۱و۱۲)
7. انسان دو روان سپنتا مَینیو یا روانِ پیش برنده و اَنگره مَینیو یا روانِ پس برنده دارد. روانِ پیش برنده به ترقیِ شخص و دنیای پیرامونش کمک می‌کند.[۲۶]

### جهان بینی
در گاتها از دو جهان یاد می‌شود. جهان مادی-فیزیکی، و جهان مینوی-عقلانی. جهان مادی و عقلانی در هم تنیده هستند. انسان در این دو جهان به‌طور هم‌زمان زندگی و پویایی دارد.
تشریفات مذهبی در اندازهٔ بسیار کم یاد می‌شوند. تنها پیشکشی که نیاز است، پیشکش اندیشهٔ نیک است. بر پایهٔ آموزه‌های گاتها تنها با اندیشه، گفتار و کردار است که آدمی زندگی واپسین خود را می‌سازد.

### استعارات
در گاتها اهمیت بکارگیری از استعاره و نقش آن در زبان و ذهن درک شده است. سازوکاری که به ذهن اجازه می‌دهد تا فهم دنیای فیزیکی و تجربه‌های اجتماعی به شناخت موضوعات دیگر منجر شود.
استعاراتی که زردشت در گاتها استفاده کرده است: دوستی با اورمزد، دئنا ونوهی، وهومن، اشا، وهور خشتر، آرمئیتی، سروش، سپنتا مینو، هئورواتت، امرتات، اترا، پل چینوت، اوشتا، گئتا، رتو، دروج.

### بخش‌هایی از گات‌ها

#### زرتشت از مزدا راهنمایی می‌خواهد
ای خدای دانا! چگونه می‌توانم در انجام وظایفم تو را خشنود سازم؟ رهبران روحانی دروغ‌پرداز، خویشان و دوستان مرا فریب داده، بر ضد من برانگیخته و آن‌ها را از من رانده‌اند! اهل شهر و محل مرا وامی‌کنند با من درشتی و ستیز کنند! رهبران دنیایی بدکار و دروغ‌پرداز مرا آزار می‌دهند!
به کدام سرزمین روی آورم؟ به کجا پناه برم؟

#### زرتشت از مزدا بخشش می‌خواهد
ای خداوندِ جان و خرد! من و یارانم، با منشِ نیک به تو رو می‌آوریم، تا از داده‌های تو -که بهرهٔ راستی و داد (اشا) است- برخوردار گردیم. از توانِ تن و نیروی روان بهره‌مند شویم و به آرامش و آسایش برسیم. منشِ نیک و راستی و داد را -که والا فروزه‌های خداوندِ جان و خرد است- می‌ستایم و به راهنماییِ آنان، سرودهایی را می‌سرایم که پیش ازین کسی نگفته و نشنیده است. پس به نیایش برخیزید به سرودهای من گوش دهید و به یاریِ من بشتابید تا آرامش و آسایش را به جهان باز برگردانیم و نیرویِ خلل ناپذیرِ شهریاریِ اهورایی را در جهان استوار کنیم.
تا آنجا که من توان دارم، برای گسترشِ آیین راستی و گرَوِشِ مردمان به منش نیک کوشا خواهم بود. نیک می‌دانم که درین کوشش، نیرویِ خلل‌ناپذیرِ شهریاریِ اهورایی، یار و یاور من است. همچنین به نیکی آگاهم که دادهای اهورایی از آنِ کسانی است که بدونِ چشم‌داشت در راهِ خدا کار می‌کنند.
این بخش‌ها از برگردان موبد رستم شهزادی از گاتهاست:
بشود که فرمانروایان نیک و پاک بر ما فرمانروایی کنند، نه فرمانروایان بد و نادرست. چه پاکی و راستی از گاه تولد تا مرگ برای آدمی بهترین بخشش است. بشود که چنین فرمانروایان نیک و پاک برای خوشبختی ما در جهان فرمانروایی کنند.

#### پرسش‌های بلاغی زرتشت از اورمزد
از تو می‌پرسم از اهورا، چه به راستی می‌خواهم، آیا سرانجامِ زندگیِ پارسایی، خوشبختی در دو جهان است و کسی که برای رستگاریِ روانِ دیگران می‌کوشد، بهرهٔ نیک خواهد برد؟ این را [ای] مزدا می‌دانم که هر که به مردم مِهر ورزد و برای رستگاریِ دیگران بکوشد، چنین کسی دوستِ تو و درمان بخشِ زندگیِ مردم خواهد بود.

## گاتاها در گذر زمان

### گاتاها و هخامنشیان
داریوش اول در سنگ نوشته‌های خود بارها آفرینش اهورامزدا را توصیف می‌کند در این زمان اهورامزدا بصورت یک نام درآمده است. به عنوان مثال در کتیبه الوند. «گفتار نویسان» داریوش هنگام توصیف چگونگی به قدرت رسیدن او، چیرگی بر دشمنان خود و عمل بر اساس قانون اهورامزدا از منابع مختلف استفاده کردند. در کتیبه‌اش در بیستون (۴٫۳۳–۴۰)، توصیف رابطه‌اش با اهورامزدا به احتمال زیاد برگرفته از نسخه پارسی باستانی از گاتها است. او در اینجا علت سرکشی دشمنانش را گمراهی آنها توسط Drauga (دروج اوستایی)، دروغ، می‌داند که از این رو به مردم «دروغ» می‌گفتند.

### گاتاها و ساسانیان
سنگ نوشته‌های سلطنتی شاپور اول و سنگ نوشته پسرش نرسه هر دو حاوی عباراتی است که هخامنشیان نیز از آن بهره می‌بردند و به گاتاها بازمی‌گردد. سنگ نوشته‌های موبد موبدان کرتیر در نزدیکی تخت جمشید، که برای هدایت اصول سنت مقدس (شفاهی) مزدایسنی (dēn mazdēsn) با نمونه خود او ساخته شده است جالب توجه است.

### گاتها و مانی
سنت شفاهی زرتشتیان سده سوم میلادی نیز در ادبیات مانوی منعکس شده است. مانی با اسامی پهلوی گاتها و همچنین بسیاری از روایات پهلوی آشنا بوده که از آنها برای نشان دادن مفاهیم مانوی استفاده و اقتباس می‌کرده است. این بر اساس تصور او از دین خود بود، که او آن را برتر از همه دین‌های پیشین، از جمله انبیای کتاب مقدس، بودا، زرتشت و عیسی می‌دانست، نه تنها به این دلیل که درست‌تر و کامل‌تر از دیگران بود، بلکه همچنین چون خودش آن را متفاوت از دیگران نوشته بود. با این حال، همه این دینها مانند رودخانه‌هایی که به اقیانوس می‌ریزند، وارد دین خود شدند (Skjærvø ۲۰۱۲ , ۲۳–۲۵).
به گفته مانی، زرتشت تعالیم خود را خودش ننوشت، بلکه پیروانش این کار را کردند و این پرسش را در ذهن برمی‌انگیزد که آیا سنت زرتشتی در سده سوم میلادی به صورت نوشتاری درآمده بوده است. این واقعیت که کتیبه‌های آن زمان دارای یک راست‌نویسی توسعه‌یافته هستند، قویاً نشان می‌دهد که نوشتن به غیر از نامه‌ها و اسناد رسمی، که در آن بیشتر واژگان کتیبه‌ها به ندرت استفاده می‌شد، انجام می‌شدت است. این که آیا آنها تلاش کرده‌اند که مناسک اوستایی را بنویسند یا نه، شاید مشکوک باشد، اما ممکن است ترجمه‌ها و تفسیرها به خوبی نوشته شده باشد.

### دوران باستان
چندین نویسنده کلاسیک به کلمات نوشته شده زرتشت اشاره می‌کنند. افلاطون، به گفته کلمنت اسکندریه، گزارش داده است که زرتشت گزارشی از آنچه از خدایان در سفر به هادس و پلینیوس آموخته است، نوشته است. پلینیوس می‌نویسد که زردشت دو میلیون بیت را سروده است.
در دوره اشکانی، فیلون بیبلوسی گفته است که مجموعه مقدسی در نزد پارسیان وجود دارد که حاوی برخی از سخنان زرتشت است، و پوسانیاس گفت که در لیدیه مغی را دیده است. که هنگام خواندن با صدای بلند از کتابی که زبانش برای یونانیان نامفهوم بود، مراسمی را انجام می‌داده است.
مسعودی مورخ و جغرافی‌دان عرب گزارش می‌دهد که زرتشتیان ایرانی، گبرها، هنوز قادر به یادگرفتن تمام کتاب‌های خود نبودند، اما او همچنین به گزارشی اشاره کرده که گبری در سیستان هنوز کل کتاب را می‌خواند.

## پیشینه شفاهی
صنعتی‌زاده می‌گوید که ممکن است گاتها در ابتدا به‌طور شفاهی و به‌وسیلهٔ نقل از سینه به سینه، به حیات خود ادامه می‌داده است. به عقیدهٔ صنعتی گاتهای مکتوبی که به دست ما رسیده است با آن تفاوت کمّی و کیفی دارد.